# Pretty in Plüsch
Pretty in Plüsch – die schrägste Gesangsshow Deutschlands ist eine auf Sat.1 ausgestrahlte Gesangswettbewerbssendung. Die erste Staffel wurde vom 27. November bis 11. Dezember 2020 mit drei Folgen live ausgestrahlt.

## Sendung
In der Sendung sangen Prominente gemeinsam mit Puppen in Duetten gegeneinander. Die insgesamt sechs Plüschpuppen stellten den Promis dabei musikalische Herausforderungen. Hinter den Gesangsstimmen der Puppen steckten weitere Prominente Sänger und Sängerinnen. Die Jury bewertete nach jedem Auftritt die Leistung des Duos. Über die weitere Teilnahme des Gesangsduos entschieden jedoch die Zuschauer durch ein Telefon Voting. In jeder Ausgabe musste ein Gesangsduo die Show verlassen und am Ende wurde verkündete, welche Stimme hinter der Puppe steckte. Im Finale wurde das Siegerpaar gekürt.

## Jury und Moderation
Neben den zwei Hauptjuroren gab es einen von Sendung zu Sendung wechselnden Gastjuror.
| Folge | Jury      | Jury           | Gastjuror | Moderation        |
| ----- | --------- | -------------- | --------- | ----------------- |
| 1     | Hans Sigl | Sarah Lombardi | DJ BoBo   | Michelle Hunziker |
| 2     | Hans Sigl | Sarah Lombardi | Oli P.    | Michelle Hunziker |
| 3     | Hans Sigl | Sarah Lombardi | Dagi Bee  | Michelle Hunziker |

## Teilnehmer
| Platz | Prominente                          | bekannt als...                                                                     | Puppe                    | Singstimme der Puppe | bekannt als...                                                              | Anmerkungen                                          |
| ----- | ----------------------------------- | ---------------------------------------------------------------------------------- | ------------------------ | -------------------- | --------------------------------------------------------------------------- | ---------------------------------------------------- |
| 1     | Jessica Paszka                      | Model, Reality-TV Teilnehmerin, Protagonistin bei der Bachelorette 2017            | Kevin Puerro             | Henning Wehland      | Rockmusiker, Frontmann der Band H-Blockx, ehemaliger The Voice Kids - Juror | [ 4 ]                                                |
| 6 2   | Hardy Krüger Jr. (Folge 1)          | Schauspieler                                                                       | Polly                    | Jeanette Biedermann  | Schauspielerin, Sängerin, Synchronsprecherin, Songwriterin                  | verließ die Show aufgrund einer Verletzung vorzeitig |
| 6 2   | Jimi Blue Ochsenknecht (ab Folge 2) | Schauspieler, Produzent, Moderator, Sohn von Natascha und Uwe Ochsenknecht, Rapper | Polly                    | Jeanette Biedermann  | Schauspielerin, Sängerin, Synchronsprecherin, Songwriterin                  | [ 6 ] [ 7 ]                                          |
| 3     | Janine Kunze                        | Schauspielerin, Moderatorin, Werbe-Ikone                                           | Werner Edel aka. Grummel | Milow                | Sänger                                                                      | [ 8 ]                                                |
| 4     | Massimo Sinató                      | Profitänzer bei Let's Dance                                                        | Didi Rakete              | Mandy Capristo       | Sängerin, ehemaliges Mitglied der Monrose                                   | [ 9 ]                                                |
| 5     | Mareile Höppner                     | Moderatorin                                                                        | Harry Love               | Jürgen Drews         | Schlagersänger                                                              | [ 10 ]                                               |
| 7     | Ingolf Lück                         | Schauspieler, Moderator, Comedian, Let's Dance-Sieger 2018                         | Francesca de Rossi       | Melanie C            | Sängerin, ehemaliges Mitglied der Spice Girls                               | [ 11 ]                                               |

## Duette und Duelle
| Duett                                | Song                                      | kamen weiter durch...       |
| ------------------------------------ | ----------------------------------------- | --------------------------- |
| Massimo Sinató & Didi Rakete         | Michael Bublé – Sway                      | Zuschauerabstimmung         |
| Janine Kunze & Werner “Grummel” Edel | Cher – The Shoop Shoop Song               | Duell (Zuschauerabstimmung) |
| Ingolf Lück & Francesca de Rossi     | Lady Gaga & Bradley Cooper – Shallow      | –                           |
| Mareile Höppner & Harry Love         | Elton John – Don’t Go Breaking My Heart   | Juryentscheidung            |
| Hardy Krüger Jr. & Polly             | Nena – Kleine Taschenlampe brenn          | Zuschauerabstimmung         |
| Jessica Paszka & Kevin Puerro        | Shawn Mendes & Camilla Cabello – Señorita | Zuschauerabstimmung         |

| Duett                                | Song                                                   |
| ------------------------------------ | ------------------------------------------------------ |
| Ingolf Lück & Francesca de Rossi     | Sonny & Cher – I Got You Baby                          |
| Janine Kunze & Werner “Grummel” Edel | A Great Big World & Christina Aguilera – Say Something |

| Duett                                | Song                                                            | kamen weiter durch...       |
| ------------------------------------ | --------------------------------------------------------------- | --------------------------- |
| Jessica Paszka & Kevin Puerro        | Kylie Minogue & Jason Donovan - Especially For You              | Duell (Zuschauerabstimmung) |
| Mareile Höppner & Harry Love         | Lady Gaga - Poker Face                                          | -                           |
| Janine Kunze & Werner "Grummel" Edel | John Travolta & Olivia Newton-John - You’re the One That I Want | Zuschauerabstimmung         |
| Jimi Blue Ochsenknecht & Polly       | Alphaville - Big in Japan                                       | Zuschauerabstimmung         |
| Massimo Sinató & Didi Rakete         | Naomi Scott & Mena Massoud - A Whole New World (Aladdin)        | Zuschauerabstimmung         |

| Duett                         | Song                                           |
| ----------------------------- | ---------------------------------------------- |
| Mareile Höppner & Harry Love  | Heinz Rudolf Kunze - Dein ist mein ganzes Herz |
| Jessica Paszka & Kevin Puerro | Tones and I - Dance Monkey                     |

| Duett Runde 1                        | Song 1                                                      | Duett Runde 2                                | Song 2                          | Ergebnis |
| ------------------------------------ | ----------------------------------------------------------- | -------------------------------------------- | ------------------------------- | -------- |
| Jimi Blue Ochsenknecht & Polly       | RUN DMC - It's Tricky und The Knack - My Sharona            | Jimi Blue Ochsenknecht & Jeanette Biedermann | Kelly Clarkson - Because of You | 2.       |
| Massimo Sinató & Didi Rakete         | Andrea Bocelli - Vivo per lei                               | Massimo Sinató & Mandy Capristo              | Bruno Mars - Grenade            | 4.       |
| Janine Kunze & Werner "Grummel" Edel | Carole King - You’ve Got a Friend                           | Janine Kunze & Milow                         | Cat Stevens - Father and Son    | 3.       |
| Jessica Paszka & Kevin Puerro        | Blondie - Heart of Glass und Rihanna - Don’t Stop the Music | Jessica Paszka & Henning Wehland             | Nena - Liebe ist                | 1.       |

## Teilnehmerfortschritt
| Duett                                                | Show 1                   | Show 2                                     | Show 3                                     |
| ---------------------------------------------------- | ------------------------ | ------------------------------------------ | ------------------------------------------ |
| Jessica Paszka & Kevin Puerro & Henning Wehland      | Weiter                   | Duellsieg                                  | Erstplatzierte                             |
| Jimi Blue Ochsenknecht & Polly & Jeanette Biedermann |                          | Weiter                                     | Zweitplatzierter                           |
| Janine Kunze & Werner "Grummel" Edel & Milow         | Duellsieg                | Weiter                                     | Drittplatzierte                            |
| Massimo Sinató & Didi Rakete & Mandy Capristo        | Weiter                   | Weiter                                     | Viertplatzierter                           |
| Mareile Höppner & Harry Love & Jürgen Drews          | Jurysieg                 | Ausgeschieden (4.12.20)                    | Ausgeschieden (4.12.20)                    |
| Hardy Krüger Jr. & Polly & Jeanette Biedermann       | Weiter                   | Verletzungsbedingt Ausgeschieden (4.12.20) | Verletzungsbedingt Ausgeschieden (4.12.20) |
| Ingolf Lück & Francessca de Rossi & Melanie C        | Ausgeschieden (27.11.20) | Ausgeschieden (27.11.20)                   | Ausgeschieden (27.11.20)                   |

## Puppenspieler
| Figur                 | Puppenspieler  |
| --------------------- | -------------- |
| Kevin Puerro          | Martin Paas    |
| Polly                 | Iris Schleuss  |
| Werner "Grummel" Edel | Bodo Schulte   |
| Didi Rakete           | Susi Claus     |
| Harry Love            | Benno Lehmann  |
| Francesca de Rossi    | Andrea Bongers |